# マッツ・クヌーステル
マッツ・クヌーステル（Mats Knoester、1998年11月19日 - ）は、オランダ・アルファン・アーン・デン・リーン出身のサッカー選手。ネムゼティ・バイノクシャーグI・フェレンツヴァーロシュTC所属。ポジションはDF。

## クラブ経歴
2019年1月17日、フェイエノールトのリザーブチームからヘラクレス・アルメロに移籍した。2月9日、エールディヴィジ第21節アヤックス戦にてデビュー。
2022年5月26日、フェレンツヴァーロシュTCに移籍した。